# Nicolas Boileau-Despréaux
Nicolas Boileau Despreaux (1 tháng 11 năm 1636 - 13 tháng 3 năm 1711) là một nhà thơ và nhà phê bình người Pháp.
Boileau sinh ra tại rue de Jérusalem, Paris, Pháp. Ông đã được định hướng học luật, nhưng ông đã theo văn chương, gắn mình với La Fontaine, Racine, Molière. Ông là tác giả của Satires và Epistles, L'Art poétique and Le Lutrin, trong đó ông tấn công và sử dụng sự dí dỏm của mình chống lại những gì ông cảm nhận được hương vị xấu trong thời đại của ông.
Boileau đã thực hiện nhiều cải cách hình thức phổ biến của thơ ca Pháp, Blaise Pascal đã làm để cải cách văn xuôi, và được cho lâu dài là Đấng ban pháp luật của Parnassus. Ông đã rất chịu ảnh hưởng của Horace. 